# Момент силы
Моме́нт си́лы (момент силы относительно точки) — векторная физическая величина, характеризующая действие силы на механический объект, которое может вызвать  его вращательное движение. Определяется как векторное произведение радиус-вектора точки приложения силы {\displaystyle {\vec {r}}} и вектора силы {\displaystyle {\vec {F}}}. Моменты сил, образующиеся в разных условиях, в технике могут иметь названия: кру́тящий момент, враща́тельный момент, вертя́щий момент, враща́ющий момент, скру́чивающий момент.
Момент силы обозначается символом {\displaystyle {\vec {M}}} или, реже, {\displaystyle {\vec {\tau }}} (тау). 
Единица измерения в СИ: Н⋅м. Величина момента силы зависит от выбора начала отсчёта радиус-векторов O. 
Понятие момента силы используется, в основном, в области задач статики и задач, связанных с вращением деталей (рычагов и др.) в технической механике. Особенно важен случай вращения твёрдого тела вокруг фиксированной оси — тогда O выбирают на этой оси, а вместо самого момента рассматривают его проекцию на ось {\displaystyle M_{\parallel }}; такая проекция называется моментом силы относительно оси.
Наличие момента силы влечёт изменение момента импульса тела {\displaystyle {\vec {L}}} относительно того же начала O со временем {\displaystyle t}: имеет место соотношение {\displaystyle {\frac {d{\vec {L}}}{dt}}={\vec {M}}}. В статике равенство нулю суммы моментов всех приложенных к телу сил является одним из условий (наряду с равенством нулю суммы сил) реализации состояния покоя.

## Определение, общие сведения
В физике момент силы играет роль вращающего воздействия на тело. 
В простейшем случае, если сила {\displaystyle {\vec {F}}} приложена к рычагу перпендикулярно ему и оси вращения, то момент силы определяется как произведение величины {\displaystyle F} на расстояние {\displaystyle x} от места приложения силы до оси вращения рычага, называемое «плечом силы»: 
{\displaystyle M=Fx}.
Например, сила в 3 ньютона, приложенная на расстоянии 2 м от оси, создаёт такой же момент, что и сила в 1 ньютон с плечом 6 м. 
Если действуют две силы, говорят о моменте пары сил (такая формулировка восходит к трудам Архимеда). При этом равновесие достигается в ситуации {\displaystyle F_{1}x_{1}=F_{2}x_{2}}.
Для случаев более сложных движений и более сложных объектов определение момента как произведения {\displaystyle Fx} требует универсализации. 
Момент силы иногда называют вращающим или крутящим моментом. «Вращающий» момент понимается в технике как внешнее усилие, прикладываемое к объекту, а «крутящий» — как внутреннее, возникающее в самом объекте под действием приложенных нагрузок (этим понятием оперируют в сопромате).

### Момент силы относительно точки

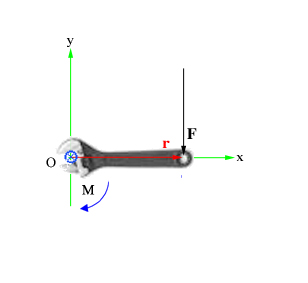
Момент силы, приложенный к гаечному ключу. Направлен от зрителя, перпендикулярно плоскости чертежа.

В общем случае момент силы {\displaystyle {\vec {F}}}, приложенной к телу, определяется как векторное произведение
{\displaystyle {\vec {M}}=\left[{\vec {r}}\times {\vec {F}}\right]},
где {\displaystyle {\vec {r}}} — радиус-вектор точки приложения силы. Вектор {\displaystyle {\vec {M}}} перпендикулярен векторам {\displaystyle {\vec {r}}} и {\displaystyle {\vec {F}}}. 
Начало отсчета радиус-векторов O может быть любым. Обычно O выбирают в чем-либо выделенной точке: в месте закрепления подвеса, в центре масс, на оси вращения и т.д.. Если одновременно анализируется момент импульса тела {\displaystyle {\vec {L}}}, то начало O всегда выбирается одинаковым для {\displaystyle {\vec {L}}} и {\displaystyle {\vec {M}}}.
Если не оговорено иное, то «момент силы» — это момент силы относительно точки (O), а не некоей оси. 
В случае нескольких приложенных сосредоточенных сил их моменты векторно суммируются:
{\displaystyle {\vec {M}}=\sum _{i}\left[{\vec {r}}_{i}\times {\vec {F}}_{i}\right]},
где {\displaystyle {\vec {r}}_{i}} — радиус-вектор точки приложения {\displaystyle i}-й силы {\displaystyle {\vec {F}}_{i}}. В случае силы, распределённой с плотностью {\displaystyle d{\vec {F}}/dV},
{\displaystyle {\vec {M}}=\int \limits _{V}\left[{\vec {r}}\times {\frac {d{\vec {F}}}{dV}}\right]dV}.
Если {\displaystyle d{\vec {F}}/dV} (Н/м3) — обобщённая функция, которая может содержать и дельтаобразные члены, то последней формулой охватываются и две предыдущие.

### Момент силы относительно оси
Моментом силы относительно оси называется алгебраическое значение проекции момента {\displaystyle {\vec {M}}} на ось, то есть
{\displaystyle M_{\parallel }={\vec {M}}\cdot {\vec {e}}_{o}},
где {\displaystyle {\vec {e}}_{o}} — единичный вектор вдоль оси, а начало отсчёта O выбрано на оси. Момент силы относительно оси может быть рассчитан как 
{\displaystyle M_{\parallel }=\pm \left|{\vec {r}}_{\perp }\times {\vec {F}}_{\perp }\right|},
где через {\displaystyle {\vec {r}}_{\perp }} и {\displaystyle {\vec {F}}_{\perp }} обозначены составляющие радиус-вектора и силы в плоскости, перпендикулярной оси.
В отличие от момента силы {\displaystyle {\vec {M}}}, величина момента силы относительно оси {\displaystyle M_{\parallel }} не претерпевает изменения при сдвиге точки O вдоль оси. 
Для краткости символ параллельности и знак могут опускаться, а {\displaystyle M_{\parallel }} (как и {\displaystyle {\vec {M}}}) именоваться «моментом силы».

### Единицы измерения
Момент силы имеет размерность «сила, умноженная на расстояние» и единицу измерения ньютон-метр  в системе СИ. 1 Н·м — это момент, который производит сила 1 Н на рычаг длиной 1 м, приложенная к концу рычага и направленная перпендикулярно ему. 
Формально, размерность {\displaystyle {\vec {M}}} (Н·м) совпадает с размерностями энергии и механической работы.

## Некоторые примеры

### Формула момента рычага

Момент, действующий на рычаг

Момент силы, действующей на рычаг, равен 
{\displaystyle {\vec {M}}=rF\sin \alpha \cdot {\vec {e}}_{o}}
или, если записать момент силы относительно оси,
{\displaystyle M_{\parallel }=rF\sin \alpha },
где {\displaystyle \alpha } — угол между направлением силы и рычагом. Плечо силы равно {\displaystyle r\sin \alpha }. Максимальное значение момента достигается при перпендикулярности рычага и силы, то есть при {\displaystyle \alpha =\pi /2}. При сонаправленности {\displaystyle {\vec {F}}} и рычага момент равен нулю. 

### Статическое равновесие
Чтобы покоившийся объект сохранил состояние механического равновесия после приложения к нему сил, наряду с равенством нулю суммы этих сил, должна быть нулевой сумма моментов сил (правило моментов): 
{\displaystyle \sum _{i}{\vec {M}}_{i}=\sum _{i}\left[{\vec {r}}_{i}\times {\vec {F}}_{i}\right]=0},
где {\displaystyle {\vec {r}}_{i}} — радиус-вектор места приложения силы {\displaystyle {\vec {F}}_{i}}. Если {\displaystyle \sum {\vec {F}}_{i}=0}, то выбор начала отсчёта {\displaystyle {\vec {r}}_{i}} не принципиален. 
В двумерном случае, когда тело плоское и силы действуют в его плоскости (скажем, {\displaystyle xy}), правило моментов превращается в условие на компоненту момента в третьем измерении {\displaystyle \sum M_{iz}=0}. 
Вариант правила для случая тела, «насаженного» на закреплённую ось: вращение отсутствует при нулевой сумме моментов {\displaystyle M_{\parallel i}} относительно этой оси:
{\displaystyle \sum _{i}M_{\parallel i}=\left|\sum _{i}\left[{\vec {r}}_{i\perp }\times {\vec {F}}_{i\perp }\right]\right|=0},
то есть если суммы моментов сил, стремящихся повернуть рассматриваемое тело по и против часовой стрелки, равны.

### Движение твёрдого тела
Движение твёрдого тела можно представить как движение конкретной точки и вращения вокруг неё.
Момент импульса относительно точки O твёрдого тела может быть описан через произведение момента инерции и угловой скорости относительно центра масс и линейного движения центра масс.
{\displaystyle {\vec {L}}_{o}=I_{c}\,{\vec {\omega }}+[M({\vec {r}}_{o}-{\vec {r}}_{c}),{\vec {v}}_{c}]}.
Будем рассматривать вращающиеся движения в системе координат Кёнига, так как описывать движение твёрдого тела в мировой системе координат гораздо сложнее.
Продифференцируем это выражение по времени. И если {\displaystyle I} — постоянная величина во времени, то
{\displaystyle {\vec {M}}=I{\frac {d{\vec {\omega }}}{dt}}=I{\vec {\alpha }},}
где {\displaystyle {\vec {\alpha }}} — угловое ускорение, измеряемое в радианах в секунду за секунду (рад/с2). Пример: вращается однородный диск.
Если тензор инерции меняется со временем, то движение относительно центра масс описывается с помощью динамического уравнения Эйлера:
{\displaystyle {\vec {M_{c}}}=I_{c}{\frac {d{\vec {\omega }}}{dt}}+[{\vec {w}},I_{c}{\vec {w}}].}

## Связь с другими величинами

### С моментом импульса

Зависимости между силой F, моментом силы τ (M), импульсом p и моментом импульса L в системе, которая была ограничена только в одной плоскости (силы и моменты, обусловленные тяжестью и трением, не учитываются).

Момент силы — производная момента импульса {\displaystyle {\vec {L}}={\vec {r}}\times {\vec {p}}} относительно точки O по времени:
{\displaystyle {\vec {M}}={\frac {d{\vec {L}}}{dt}}},
Аналогичную формулу можно записать для моментов относительно оси:
{\displaystyle M_{\parallel }={\frac {dL_{\parallel }}{dt}}}.
Если момент силы {\displaystyle {\vec {M}}} или {\displaystyle M_{\parallel }} равен нулю, момент импульса относительно соответствующей точки или оси сохраняется.

### С мощностью
Если сила совершает действие на каком-либо расстоянии, то она совершает механическую работу и развивает мощность {\displaystyle {\vec {F}}\cdot {\vec {v}}} (где {\displaystyle {\vec {v}}} — скорость материальной точки). Так же и в случае момента силы: если он совершает действие через «угловое расстояние», развивается мощность
{\displaystyle P={\vec {M}}\cdot {\vec {\omega }}}.
В системе СИ мощность {\displaystyle P} измеряется в ваттах, угловая скорость {\displaystyle {\vec {\omega }}} — в радианах в секунду.

### С механической работой
Если под действием момента силы {\displaystyle {\vec {M}}} происходит поворот тела на угол {\displaystyle d\varphi }, то совершается механическая работа
{\displaystyle dA=\left|{\vec {M}}\right|d\varphi }.
Для поворота, скажем, рычага вокруг фиксированной оси на угол {\displaystyle \varphi _{2}-\varphi _{1}} получим
{\displaystyle A=\int _{\varphi _{1}}^{\varphi _{2}}\left|{\vec {M}}\right|d\varphi =\left|{\vec {M}}\right|(\varphi _{2}-\varphi _{1})=\left|{\vec {M}}\right|\int _{t_{1}}^{t_{2}}\omega (t)dt}.
В системе СИ работа {\displaystyle A} измеряется в джоулях, угол — в радианах.
Размерность работы (и энергии) совпадает с размерностью момента силы («ньютон-метр» и джоуль — это одни и те же единицы). Момент силы 1 Н·м, при повороте рычага или вала на 1 радиан совершает работу в 1 Дж, а при повороте на один оборот совершает механическую работу и сообщает энергию {\displaystyle 2\pi } джоуля.

## Измерение момента силы
Измерение момента силы осуществляется с помощью специальных приборов — торсиометров. Принцип их действия обычно основан на измерении угла закручивания упругого вала, передающего крутящий момент, либо на измерении деформации некоторого упругого рычага. Измерения деформации и угла закручивания производится различными датчиками деформации — тензометрическими, магнитоупругими, а также измерителями малых перемещений — оптическими, ёмкостными, индуктивными, ультразвуковыми, механическими.
Существуют специальные динамометрические ключи для измерения крутящего момента затягивания резьбовых соединений и регулируемые и нерегулируемые ограничители крутящего момента, так называемые «трещотки», применяемые в гаечных ключах, шуруповёртах, винтовых микрометрах и др.

## Из истории понятия
Для того чтобы понять, откуда появилось понятие момента сил и как к нему пришли, стоит рассмотреть действие силы на рычаг, поворачивающийся относительно неподвижной оси. Работа, совершаемая при действии силы {\displaystyle {\vec {F}}} на рычаг {\displaystyle {\vec {r}}}, совершающий вращательное движение вокруг неподвижной оси, может быть рассчитана исходя из следующих соображений.
Пусть под действием силы конец рычага смещается на бесконечно малый отрезок {\displaystyle dl}, которому соответствует бесконечно малый угол {\displaystyle d\varphi }. Обозначим через {\displaystyle d{\vec {l}}} вектор, который направлен вдоль бесконечно малого отрезка {\displaystyle dl} и равен ему по модулю. Угол между векторами {\displaystyle {\vec {F}}} и {\displaystyle d{\vec {l}}} равен {\displaystyle \beta }, а угол между векторами {\displaystyle {\vec {r}}} и {\displaystyle {\vec {F}}} равен {\displaystyle \alpha }.
Следовательно, бесконечно малая работа {\displaystyle dA}, совершаемая силой {\displaystyle {\vec {F}}} на бесконечно малом участке {\displaystyle dl}, равна скалярному произведению вектора {\displaystyle d{\vec {l}}} и вектора силы, то есть {\displaystyle dA={\vec {F}}\cdot d{\vec {l}}}.
Теперь попытаемся выразить модуль вектора {\displaystyle d{\vec {l}}} через радиус-вектор {\displaystyle {\vec {r}}}, а проекцию вектора силы {\displaystyle {\vec {F}}} на вектор {\displaystyle d{\vec {l}}} — через угол {\displaystyle \alpha }.
Так как для бесконечно малого перемещения рычага {\displaystyle dl} можно считать, что траектория перемещения перпендикулярна рычагу {\displaystyle {\vec {r}}}, используя соотношения для прямоугольного треугольника, можно записать следующее равенство: {\displaystyle dl=r\mathrm {tg} \,d\varphi }, где в случае малого угла справедливо {\displaystyle \mathrm {tg} \,d\varphi =d\varphi } и, следовательно, {\displaystyle \left|d{\vec {l}}\right|=\left|{\vec {r}}\right|d\varphi }.
Для проекции вектора силы {\displaystyle {\vec {F}}} на вектор {\displaystyle d{\vec {l}}} видно, что угол {\displaystyle \beta ={\frac {\pi }{2}}-\alpha }, а так как {\displaystyle \cos {\left({\frac {\pi }{2}}-\alpha \right)}=\sin \alpha }, получаем, что {\displaystyle \left|{\vec {F}}\right|\cos \beta =\left|{\vec {F}}\right|\sin \alpha }.
Теперь запишем бесконечно малую работу через новые равенства: {\displaystyle dA=\left|{\vec {r}}\right|d\varphi \left|{\vec {F}}\right|\sin \alpha }, или {\displaystyle dA=\left|{\vec {r}}\right|\left|{\vec {F}}\right|\sin \alpha \,d\varphi }.
Видно, что произведение {\displaystyle \left|{\vec {r}}\right|\left|{\vec {F}}\right|\sin \alpha } есть не что иное, как модуль векторного произведения векторов {\displaystyle {\vec {r}}} и {\displaystyle {\vec {F}}}, то есть {\displaystyle \left|{\vec {r}}\times {\vec {F}}\right|}, которое и было принято обозначить за момент силы {\displaystyle M}, или модуль вектора момента силы {\displaystyle \left|{\vec {M}}\right|}.
Теперь полная работа записывается просто: {\displaystyle A=\int \limits _{0}^{\varphi }\left|{\vec {r}}\times {\vec {F}}\right|d\varphi }, или {\displaystyle A=\int \limits _{0}^{\varphi }\left|{\vec {M}}\right|d\varphi }.